# 巴加莫约港
巴加莫约港，坦桑尼亚在建港口，位于该国东部距离原首都达累斯萨拉姆以北75公里的印度洋沿岸城市巴加莫約，目前建设项目停滞中。该港口及其附属工业区的建设是坦桑尼亚最大的政府基础设施项目之一，旨在解决原有港口的拥堵，并助力坦桑尼亚成为东非航运和物流中心。

## 早年历史

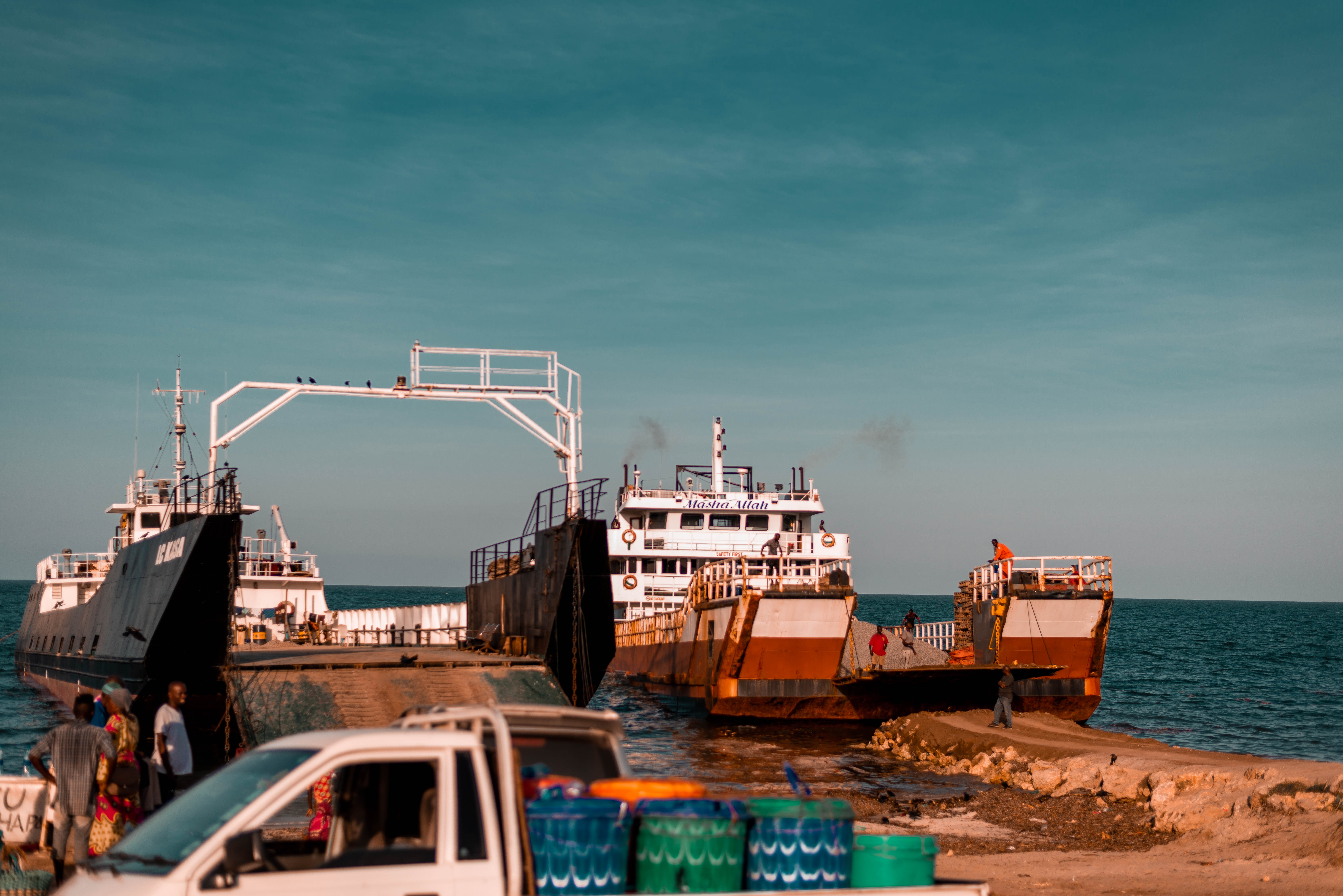
巴加莫约海边的船只

巴加莫约是坦桑尼亚历史名城。1250年，波斯人在巴加莫约东南建立港口和定居地（今考勒）。16世纪初，葡萄牙人侵占巴加莫约一带，并开始了长达150年的残酷统治。1698年，阿曼苏丹收复该地区。
19世纪时，巴加莫约是非洲重要的奴隶贸易市场，在19世纪中叶和随后几年间，每年通过巴加莫约交易的奴隶估计有2至5万名。1884年，德国获得坦噶尼喀的行政管辖权，巴加莫约成为德属东非的殖民地首府以及最重要港口。然而1891年，德属东非将港口迁至巴加莫约南方的港口城市达累斯萨拉姆，巴加莫约的旧港口逐渐没落废弃。德国殖民时期，居住在海边村落的巴加莫约居民以农耕、捕鱼和建造三角帆船为生。第一次世界大战后，巴加莫约成为英国殖民地。1964年，坦桑尼亚独立，达累斯萨拉姆仍是该国最主要的港口，巴加莫约一带的海岸上已没有像样的港口存在。
到21世纪初，巴加莫约港已成为一个旅游小镇。

## 建设

### 项目发起

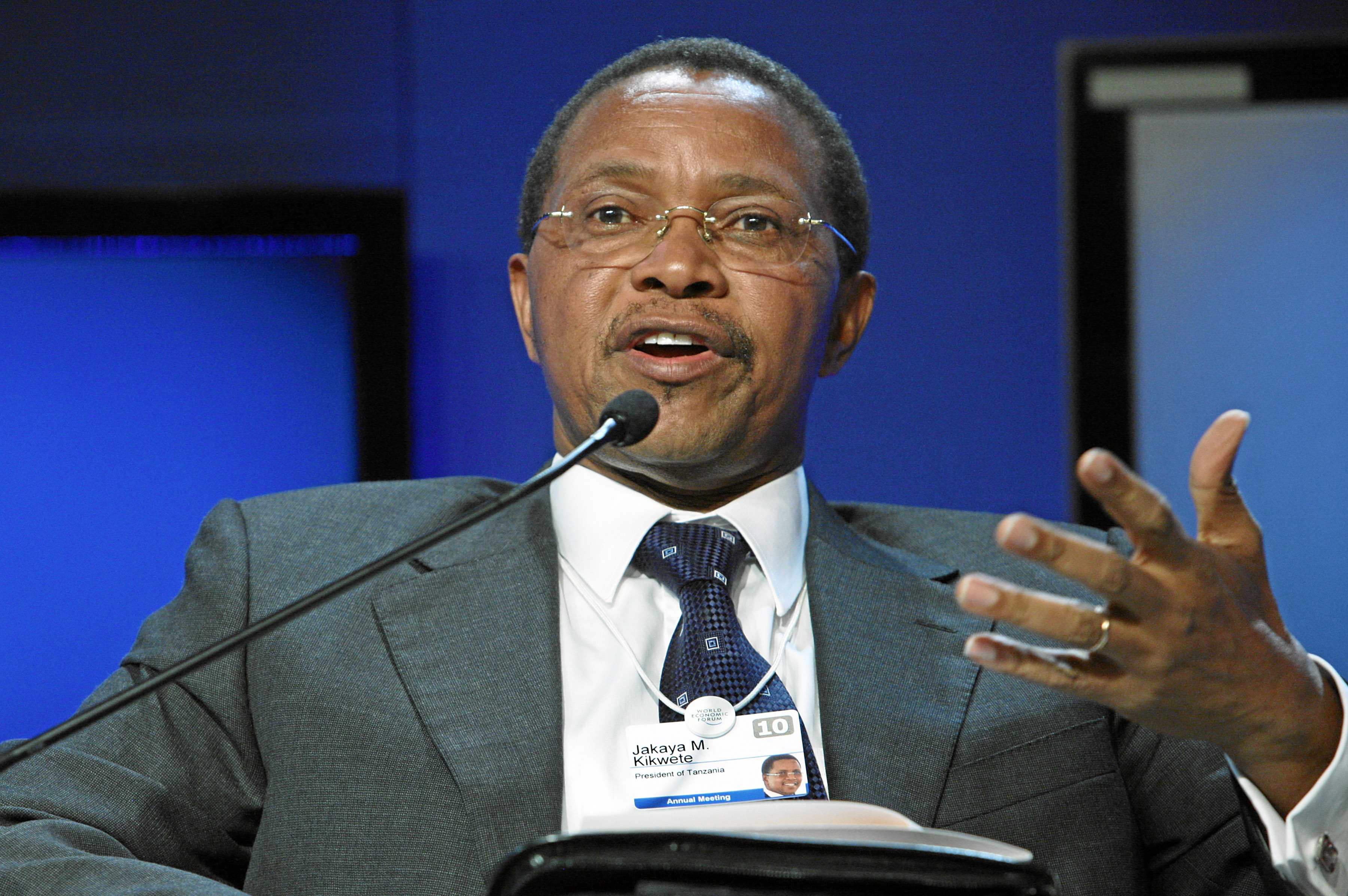
基奎特总统最早向中国提出巴加莫约港建设项目

巴加莫约港建设是2004年发起的巴加莫约经济特区的一部分，是坦桑尼亚工业和贸易部主管的“2020年迷你老虎计划”的一部分。巴加莫约港口项目最早由坦桑尼亚港务局在《坦桑尼亚港口发展总体规划（2009年至2028年）》中提出。坦桑尼亚港务局与德国汉堡港咨询公司签约对该项目进行可行性研究。工业和贸易部随后通过科威工程和规划咨询公司（Cowi Consult）进行了一项旨在将港口项目与整个巴加莫约经济特区联系起来的可行性研究。
2008年，坦桑尼亚总统贾卡亚·基奎特在访问中国期间，在与中共中央总书记兼中国国家主席胡锦涛的会谈中提出建设巴加莫约港的项目。2012年，中非合作论坛第五届部长级会议上，双方为推动该项目创造了条件。2013年3月中共中央总书记兼中国国家主席习近平访问坦桑尼亚前夕，坦桑尼亚驻华大使马尔莫向媒体透露，中坦双方将在习近平访问时签署巴加莫约港综合开发项目合作备忘录。在习近平与基奎特的共同见证下，中国招商局国际有限公司与坦桑尼亚政府代表在坦桑尼亚首都达累斯萨拉姆签订框架协议，根据协议，2013年将指定5亿美元用于港口融资，以允许该项目启动，计划2045年将该港口建成为每年2000万集装箱处理能力的东非第一大港。2014年1月10日，中国招商局国际有限公司董事总经理胡建华和坦桑尼亚财政部常务秘书塞尔瓦西乌斯·利奎利莱在达累斯萨拉姆签署《坦桑尼亚巴加莫约港口及临港工业区项目执行协议》，确定巴加莫约港综合开发项目将由招商局国际有限公司投资建设。
2014年10月26日，基奎特总统访问中国深圳特区，参观了蛇口工业区，并见证了坦桑尼亚出口加工区管理局、中国招商局国际有限公司和阿曼国家总储备基金三方在深圳签署三方合作备忘录。2014年11月3日，坦桑尼亚官方发表声明称巴加莫约港将于2015年7月动工。2014年12月，中華人民共和国与埃及两国驻坦桑尼亚的外交官会见，就巴加莫约港开发等事宜进行商谈，埃方表示对巴加莫约港开发建设有极大兴趣，中方则表示欢迎埃方径与招商国际商谈参与该项目建设。
2015年4月，中国非洲问题研究学者钟伟云在谈论“一带一路”战略的海上丝绸之路时，指出包括巴加莫约港项目在内的中国在非洲实施的互联互通工程符合“一带一路”的“共商、共建、共享”原则，完全可以纳入“海上丝绸之路”框架内。2015年4月底，中国发改委代表团到坦桑尼亚考察两国产业合作，行程包含对拟建巴加莫约港选址的实地考察。
2015年10月16日，巴加莫约港举行奠基仪式，参加仪式的坦方高官包括总统基奎特及夫人、总理米增戈·平达、外交部长伯纳德·门贝、交通部长斯塔、出口加工管理局长辛巴卡利亚等，中方代表包括中華人民共和国驻坦大使吕友清、经济商务代表林治勇及招商局集团副总经理胡建华等，阿曼政府代表包括交通与通信部长艾哈迈德·阿芙泰斯、阿曼主权基金首席执行官等。奠基仪式后，新港口的建设正式破土动工，初步建设工作得以展开，巴加莫约当地居民也开始得到补偿并搬迁。根据英国BBC的报道，该港口及与之相连的铁路和公路计划用两年时间完成。

### 项目被叫停
2015年10月的坦桑尼亚总统选举后，巴加莫约港建设项目曾被认为是基奎特留给新总统约翰·马古富利的重要“遗产”，而且其建设将是对中国新海上丝绸之路在非洲的一次考验。然而2016年1月，马古富力组建政府后立即以不平等条款为由将该项目叫停。马古富力指责基奎特为换取融资接受了中方提出的“剥削条款”，批评投资方“想把这块土地当他们自己的”，不仅要“33年抵押和99年租约”，而且港口运营后坦方将无权过问谁来投资。2016年1月7日，坦桑尼亚工程、运输和通讯部长马卡梅·姆巴拉瓦向媒体证实该港口的建设已被叫停，坦桑政府计划将工作的重点转移到提高姆特瓦拉港和达累斯萨拉姆港的容量、性能和效率，并优先为两港的扩建工程寻求投资。

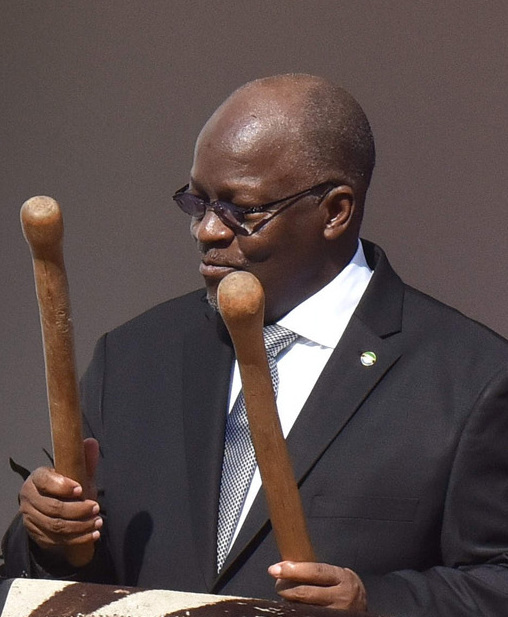
马古富力总统对前任总统留下的巴加莫约项目非常不满

2016年4月28日，招商局集团副总经理胡建华在香港会见阿曼国家公共储备基金执行主席阿卜杜萨拉姆·穆实迪，对包括共同推动坦桑尼亚巴加莫约项目在内的事项进行了交流。2017年11月，阿曼国家总储备基金宣布，巴加莫约港项目正在推进，项目会分期施工，一期工程将建设四个海上泊位，其中两个用于停放集装箱，其余两个用于多用途和支持性服务。
2018年，坦方恢复就巴加莫约港项目的谈判，但在2019年又将其无限期停止。2019年4月18日，坦桑尼亚副总统府联合和环境事务国务部长贾纽埃里·马坎巴表示，因为坦政府尚未与阿曼和中国的项目投资方达成协议，巴加莫约港项目的实施没有任何进展。2019年5月，坦桑尼亚港务局局长卡可可（Deusdedit Kakoko）在接受采访时表示，因为投资方提出了诸多不平等、不合理的条件，按照资方要求坦桑尼亚将无法从该项目中使得获取最大收益，所以针对巴加莫约港项目的谈判才一直停滞不前。而招商局则声明其与坦方的多年谈判并未能达成具有法律约束力的协议。马古富力还指责对新港建设搬迁户的补偿存在大量腐败，搬迁费并未到达搬迁户手里。英国《电讯报》报道称，该项目被坦桑尼亚叫停是“迄今中国一带一路在非洲的雄心遭遇的最大打击”。据路透社报道，该港口在2015年奠基开工后并未展开实际的建设。2019年6月，谈判陷入僵局。2019年10月21日，坦方与招商局重新开始谈判，坦桑总统要求将99年的租约改为33年，取消之前提供给投资方的免税期和特殊地位（根据原定特殊地位，投资方可以取得更为便宜的水电价格等优惠），禁止招商局国际在港口经营任何其他业务，并保留坦方开发其他港口的权利。卡可可向媒体表示，坦桑政府已告知招商局国际放弃协议中原已拟定的部分被认为对坦桑尼亚不利的条款。10月25日，招商局国际发布一份文件，表示卡可可对媒体声明中的关键部分包含“虚假和捏造的信息”，并误导公众有关巴加莫约港口开发谈判陷入僵局的原因。
在巴加莫约谈判陷入僵局后，中国招商局转而专注于其拥有23.5%股权的吉布提港口的开发。中国招商国际集团是吉布提港的第二大股东，而且该港有中国人民解放军海军在国外的唯一一家军事基地。

### 项目重启
由于达累斯萨拉姆港的拥堵，导致很多航运公司将货物转移到邻国肯尼亚的蒙巴萨港，使坦桑尼亚丧失了乌干达、卢旺达、布隆迪和刚果民主共和国等内陆市场的不少业务。2021年4月，坦桑尼亚预算委员会提出计划考虑重启巴加莫约港项目。随后，国民议会议长恩杜加伊对预算委员会的提议表示欢迎，恩杜加伊表示前总统马古富力是因受人误导才决定无限期搁置该项目的，他本人曾实地考察过该项目，有必要对该项目潜力进行重新评估并考虑重启。2021年6月21日，中共中央总书记中国国家主席习近平同坦桑尼亚总统哈桑通电话，习近平强调中方始终从战略高度和长远角度看待和发展中坦关系，坚定支持坦方走符合本国国情的发展道路，将鼓励和支持更多中国企业赴坦桑尼亚投资兴业。2021年6月26日，哈桑总统在坦桑尼亚国家商业委员会的会议上宣布将重启该项目的谈判，并强调重启谈判是为使之符合坦桑尼亚的国家利益。2021年7月，坦桑尼亚总理马贾利瓦发布该国第三个五年发展规划，计划重点推进中央标轨铁路、尼雷尔水电站等17个大型旗舰项目。根据规划，该国政府将在2021/2022至2025/2026财年期间启动巴加莫约港项目。2021年7月20日，土地和住建部部长卢库维赴巴加莫约港口地区参与土地征收工作对话会，称巴加莫约港及临港工业园区的土地征收工作正由出口加工区管理局稳步实施，要求当地政府核实计划征收土地的权属，对争议土地登记造册，组建专业团队解决相关土地纠纷。
2022年4月，中国驻坦桑尼亚大使陈明健在接受《公民报》采访时表示，中方期待开展巴加莫约港项目合作，期待坦桑尼亚政府和潜在的中国投资者能就重启巴加莫约港项目进行深入讨论，并取得实质性进展。根据《卫报》2022年4月30日报道，哈桑总统在2022年2月访问法国时曾与法国私营部门探讨如何升级港口系统等话题，但未就具体合作方式达成协议。法国驻坦大使纳比尔则表示，已有法国公司提出希望通过公私合营模式参与参与巴港项目的建设和运营。坦桑尼亚工程和交通部副部长姆瓦基贝泰接受采访时表示，坦政府尚未确定巴港项目重启的具体时间表，希望更多有竞争力的投资者参与探讨，正在多方需求有竞争力的国际投资者参与合作。2022年4月哈桑总统对美国访问结束后，总统通讯主任祖胡拉尤努斯向媒体称在美国政府在总统访问期间表示愿意在坦方需要时为巴加莫约港提供技术建议。

## 计划建设规模
根据媒体2013年报道，巴加莫约港建成后的集装箱吞吐能力将达到每年2000万箱，远超达累斯萨拉姆港当时的80万箱，能够有效地解决坦桑尼亚港口拥堵问题。建成后的巴加莫约港将成为非洲最大的港口，以及东非地区的主要运输目的地，成为马拉维、赞比亚、布隆迪、卢旺达和乌干达等国原材料流出以及物资进入的主要港口。
2015年10月，基奎特总统在奠基仪式上称，巴加莫约港第一阶段将建成占地100公顷的港口区，配备4个泊位，将有效提高坦桑尼亚海运集装箱处理能力，并将为当地创造大量就业岗位。2015年，工贸部常秘尤来迪·穆萨称巴加莫约港是天然优良深水港，在该港建成后将拥有停靠第四代大型货轮的能力，坦桑尼亚在建的姆楚楚玛和林刚嘎大型煤铁电一体化项目投产后将年产100万吨钢材，巴港是其最佳的出口港。根据BBC的报道，坦桑尼亚官员们希望新港口不仅能提振巴加莫约的经济，还能让坦桑尼亚在与肯尼亚等邻国的区域业务竞争方面取得优势地位。

## 经济区
巴加莫约特别经济区项目由坦桑尼亚出口加工区管理局负责实施，除占地800公顷的巴加莫约港外，还包括一个占地1700公顷的临港工业区。经济特区计划的招商引资目标为引入国内外760家公司，第一阶段创造27万个工作岗位。
截至2015年10月，巴加莫约经济发展特区和出口加工区已吸引140个投资项目，其中坦桑公司占45%，印度公司占21%，中国占9%，其他国家公司占25%。
截至2019年5月，巴加莫约特殊经济区已吸引投资6284万美元，建成后预计可提供1614个工作岗位，出口额达每年7700万美元。不过，特殊经济区仍处于起步阶段，缺乏必要的基础设施和配套服务等，投资者仍在自行承担基础设施建设。
截至2021年7月，巴加莫约港及临港工业园区土地征收所涉及2258户民众已有1155户收到征地补偿。